# جون جرانت
جون جرانت (بالإنجليزية: John Grant)‏ (و. 1922 – 2013 م) هو جراح أعصاب، من أستراليا، ولد في سيدني، توفي في سيدني، عن عمر يناهز 91 عاماً.

## التعليم
تعلم في جامعة سيدني.

## جوائز
حصل على جوائز منها:
- نيشان الامبراطورية البريطانية من رتبة ضابط
- ضابط وسام أستراليا.